# Hot Chick – Verrückte Hühner
Hot Chick – Verrückte Hühner (Originaltitel: The Hot Chick) ist eine US-amerikanische Filmkomödie aus dem Jahr 2002. Der Regisseur war Tom Brady, das Drehbuch schrieben Tom Brady und Rob Schneider. Die Hauptrollen spielten Rob Schneider, Rachel McAdams, Anna Faris, Sam Doumit und Matthew Lawrence.

## Handlung
Der Film beginnt 50 Jahre vor Christi Geburt, als eine Prinzessin ein Paar verzauberter Ohrringe benutzt, um mittels Körpertausch einer arrangierten Hochzeit zu entgehen. Zu diesem Zweck tauscht sie ihren Körper mit dem eines Sklavenmädchens.
Der Rest des Films spielt in der Gegenwart. Jessica Spencer, eine beliebte Highschool-Schülerin, lebt in einer netten kleinen Vorstadtsiedlung. Ihre besten Freundinnen heißen April, Keecia und Lulu. April ist Jessicas „BFF“ (Best Friend Forever) und alle vier Mädchen sind Cheerleader. Eines Tages macht sich Jessica in der Schule über ein übergewichtiges Mädchen namens Hildenburg und ein als Hexe verschrieenes Mädchen namens Eden lustig. Danach besucht sie mit ihren Freundinnen die örtliche Einkaufsmeile, wo sie ihre Rivalin Bianca in Schwierigkeiten bringt und in einem afrikanischen Laden die magischen Ohrringe entdeckt. Da diese nicht zum Verkauf stehen, stiehlt Jessica sie kurzerhand.
Kurz danach raubt der Kleinkriminelle Clive eine in der Nähe befindliche Tankstelle aus. Als Jessica und ihre Clique dort stoppen und ihn irrtümlich für einen Angestellten halten, kümmert er sich, um keine unnötige Aufmerksamkeit zu erregen, um das Auto der Mädchen. Aus Versehen fällt Jessica einer ihrer Ohrringe auf den Boden und Clive hebt ihn unbemerkt auf. An diesem Abend probieren Clive und Jessica die Ohrringe in ihren jeweiligen Behausungen an. Als sie am nächsten Morgen aufwachen, sind sie im Körper des jeweils anderen gefangen. Dies ist besonders für Jessica eine Katastrophe, da sowohl ein wichtiger Cheerleading-Wettbewerb als auch der große Abschlussball kurz bevorsteht.
Nachdem Jessica ihre Freundinnen von ihrer Identität überzeugt hat, gehen sie der Ursache für den Körpertausch auf den Grund. Hildenburg, Eden und Bianca sind natürlich alle unschuldig. Hildenburg und Eden schließen sich Jessica, nachdem sich diese bei ihnen entschuldigt hat, sogar an. Eden findet im Internet ein Foto der magischen Ohrringe. Als die Mädchen zum afrikanischen Laden zurückkehren, erzählt ihnen die Ladeninhaberin, wie die Magie der Ohrringe wirkt. Außerdem teilt sie ihnen mit, dass sie schnell den anderen Ohrring finden müssten, da die Wirkung des Zaubers sonst permanent würde.
Jessica, die in der Zwischenzeit heimlich bei April wohnt, ergattert in der Folgezeit zwei Jobs. In ihrem eigenen Zuhause fängt sie als Gärtner an und hilft ihren Eltern bei der Behebung ehelicher Probleme. In der Schule spioniert sie in ihrer Funktion als Hausmeister ihren Freund Billy aus und erfährt zu ihrer Freude, dass dieser sie wahrhaftig und innig liebt. Aprils Freund Jake entpuppt sich hingegen als ein fremdgehender Betrüger. Mit dieser Tatsache konfrontiert, beginnt April sich in Jessica zu verlieben. Diese wehrt sich gegen die Avancen, verspricht aber immerhin, ihre beste Freundin zum Abschlussball zu begleiten.
Unterdessen hat Clive Jessicas Körper dazu benutzt, um Männern Geld abzunehmen. Dies betrifft auch Billy, der ihm (in der Annahme, Jessica vor sich zu haben) Geld und Auto aushändigt. Am Abend des Abschlussballs sieht Hildenburg in den Fernsehnachrichten ein Video von Clive, der gerade einen Mann ausraubt, und sucht daraufhin den Tatort auf. Dort findet sie die Visitenkarte eines Clubs, in dem Clive als Stripperin arbeitet. Sie informiert Jessica, und die Mädchen fahren zu dem Club. Als sie Clive finden, stiehlt Jessica seinen Ohrring und steckt sich das wiedervereinigte Schmuckpaar in die Ohren. Daraufhin tauschen Clive und Jessica wieder die Körper. Der Film endet mit der Abschlussfeier, gefolgt von einer finalen Szene, in der Clive auf der Flucht vor dem Gesetz und immer noch in Damenunterwäsche bekleidet von einem Barkeeper entführt wird, der ihn für einen Homosexuellen hält.

## Trivia
Adam Sandler hat eine kurze Cameo-Rolle als Trommler bei der Wahrsagerin und später nochmal kurz im GO-GO Club.

## Kritik
„Wie viel Komik aus einem […] Rollentausch erwachsen kann, hat man in unzähligen Komödien gesehen, unter denen "Big" und "Switch" zu den Klassikern zählen. Hier reicht es nur für doofe Sex-Witzchen und Klamauk.“

„Handelsübliche Körpertausch-Klamotte, die eine moralische Initiationsgeschichte mit einem Zuviel an Slapstick- und Fäkalhumor aufbereitet.“

„Nichts Neues also an der Bad-Taste-Komödienfront, kleine und größere Jungs werden sich dennoch amüsieren.“

## Auszeichnungen
Der Film wurde für die World Stunt Awards nominiert.